# منى العمري (صحفية)
منى العمري هي صحفية فلسطينية متخصصة في الشؤون الفلسطينية الإسرائيلية، عملت في عدد من المؤسسات الإعلامية البارزة، من بينها قناة فرانس 24. كما قامت بإعداد وتقديم بودكاست البلاد عبر منصة أثير الجزيرة. تُعرف العمري بتحليلاتها السياسية وتغطياتها الميدانية، وقد نالت جوائز دولية تقديرًا لإسهاماتها في مجال الصحافة والإعلام.

## الحياة المبكرة والتعليم
وُلدت منى في منطقة مرج ابن عامر، ودرست الإعلام في جامعة اليرموك الأردنية حيث حصلت على درجة البكالوريوس في الإذاعة والتلفزيون، ثم تابعت دراستها العليا لتحصل على درجة الماجستير في التخطيط الاستراتيجي والعلاقات العامة من جامعة حيفا

## المسيرة المهنية
بدأت مسيرتها المهنية بالعمل في عدد من المؤسسات الإعلامية داخل فلسطين وخارجها، حيث عملت مراسلة لقناة فرانس 24 في الضفة الغربية ، وقامت بتغطية التطورات السياسية والميدانية في المنطقة. كما نشرت العديد من المقالات الصحفية في منصات إعلامية مختلفة.
في الآونة الأخيرة، بدأت العمري بإعداد وتقديم بودكاست البلاد عبر منصة أثير الجزيرة، وهو برنامج يُعنى بالشأن الفلسطيني، ويتناول قضايا سياسية وتاريخية مرتبطة بفلسطين. يستضيف البرنامج مجموعة من الضيوف لتحليل المشهد السياسي، واستشراف المستقبل، إضافة إلى تسليط الضوء على تجارب شخصيات بارزة في تاريخ القضية الفلسطينية

## البرامج
- بودكاست "البلاد": يختص بالشأن الفلسطيني وتحليل الأحداث السياسية والتاريخية في المنطقة.[5]

## الجوائز والتكريمات
- جائزة شورتي [6]

- جائزة تيلي لأفضل سيرة ذاتية وسلسلة وبرامج وفقرات (2022)
- جائزة سيغنال لأفضل فيلم وثائقي (2024) [7][8]

## تقارير وتغطيات مرئية
- يافا – الجزيرة
- نيويورك – الجزيرة
- بولندا – الجزيرة
- إيجاز من واشنطن – الجزيرة
- الماسونية – واشنطن – الجزيرة
- راديو الناس